# 塩田賀四郎
塩田 賀四郎（しおた がしろう、1904年〈明治37年〉6月31日 - 1989年〈平成元年〉9月7日）は、昭和期の実業家、ジャーナリスト、政治家。衆議院議員。

## 経歴
兵庫県出身。1923年（大正12年）大阪府立市岡中学校（現大阪府立市岡高等学校）を卒業。早稲田大学法律科で学んだ。
津自動車学院校長、同校主、交通日日新聞記者、三共製作所取締役、生球精工代表取締役、政治新聞社取締役社長、大東建設社長、サン通信社長などを務めた。
日本自由党の創立委員となり同党幹事に就任し、1946年（昭和21年）4月の第22回衆議院議員総選挙で兵庫県第1区に日本自由党公認で出馬して落選。1947年（昭和22年）4月の第23回総選挙で兵庫県第2区に出馬して落選。1949年（昭和24年）1月の第24回総選挙に民主自由党公認で出馬して当選し、衆議院議員に1期在任した。その後、第28回総選挙まで連続4回立候補したがいずれも落選した。